# يوميات أندي
يوميات آندي (بالإنجليزية: ?what's with andy)‏ هو مسلسل رسوم متحركة كندي- أمريكي وفرنسي موجه للأطفال يعتمد بشكل فضفاض على سلسلة كتب just للمؤلف الأسترالي أندي غريفيثز، والشخصية الرئيسية هي أندي لاركن المؤذي والذي نصب نفسه اعظم مخادع في العالم وهو يحاول أداء نكات عملية متقنة أو مزاح على اشخاص في مدينة خيالية تدعى إيست جاكل، في العالم العربي تمت دبلجة المسلسل للغة العربية من قبل أستديو تنوير جوزيف سمعان وعرض على قناة إم بي سي 3.

## القصة
قصة المسلسل تتمحور حول آندي لاركن، المراهق الذي نصب نفسه سيّداً للمقالب و الخدع، حيث يقوم آندي بعمل الكثير من المقالب بجميع سكان بلدة إيست غاكل وذلك بمساعدة صديقه داني بيكيت.

## الشخصيات
- الشخصيات الرئيسية:
• آندي لاركن: آندي لاركن هو بطل المسلسل وهو مراهق يطلق على نفسه لقب أفضل صانع مقالب في العالم حيث يقوم آندي طوال الوقت بعمل المقالب و الخدع بجميع سكان بلدة إيست غاكل و خصوصاً بأخته جين لاركن ، يساعده في ذلك صديقه المقرب داني بيكيت
• داني بيكيت: وهو صديق آندي المقرب و الوفي وهو اليد اليمنى لآندي حيث يساعده في إعداد المقالب و الخدع على الدوام وهو مطيع و وفي لآندي كما أنه يساعده أيضا بإخراجه من بعض المشكلات التي يتعرض لها.
• لوري ماكني: وهي فتاة طيبة القلب و رقيقة و أيضا زميلة آندي في المدرسة، آندي معجب بها وهي أيضا معجبة به ولكنها لا تحب مقالبه و تطلب منه دوما التوقف عنها.
• عائلة لاركن:
• السيد أل لاركن: وهو والد أندي و جين لاركن و زوج فريدا لاركن، كان السيد لاركن أيضا يؤدي الخدع و المقالب في شبابه و لكنه توقف عن ذلك و يخفي الأمر عن عائلته.
• السيدة فريدا لاركن: وهي والدة آندي و جين لاركن، وهي لا تعرف شيئا عن ماضي زوجها السيد لاركن كونه مؤدي خدع و مقالب سابق.
• جين لاركن: وهي شقيقة آندي وهي الفتاة الأكثر شعبية في المدرسة حيث تساهم في كل النشاطات المتعلقة بالمدرسة كما أنها رئيسة فرقة المشجعات لفريق المدرسة لكرة السلة وهي معجبة بكريغ بينيت وغالبا ما تكون هي ضحية مقالب آندي حيث يفسد عليها خططها بإستمرار بمقالبه .
• سبانك لاركن: وهو كلب آندي السمين و الكسول، غالبا ما يقوم بالتثاؤب و يكره الذهاب للمشي .
• نورمان لاركن: وهو جد آندي و والد أل لاركن، وكان هو أيضا مؤدي مقالب محترف أثناء شبابه وهو ما يعطي تخميناً بأن كل أعضاء عائلة لاركن الذكور هم مؤدوا مقالب و خدع منذ أجيال و أجيال.
- الشخصيات الثانوية:
• تيري: وهي صديقة جين المقربة.
• جيرفيس كولترن: وهو ولد كندي-فرنسي متكبر، وهو معجب بلوري ماكني ولكنها لا تعيره أي إهتمام غالبا.
• ليك و ليتش: وهما أعداء آندي و داني وهما متنمران يقومان بمضايقة الطلاب و خاصة مارتن و لكنهما يقعان ضحية مقالب آندي أحيانا.
• مارتن بونويك: وهو مراهق يذاكر كثيرا و لكنه ضعيف جسدياً و غالبا ما يكون ضحية للمتنمرين في المدرسة.
• كريغ بينيت: وهو شاب رياضي و طالب في مدرسة إيست غاكل، جين لاركن معجبة به.
• فيكتور موسكويتز: و يعرف غالباً باسم "موش" وهو عامل توصيل البيتزا في بلدة إيست غاكل وهو صديق لآندي و داني و يساعدهما أحياناً في بعض المقالب.
• المدير دي روسا: وهو عدو آندي و داني اللدود وهو شخص ذو مزاج حاد و غالبا ما يكون غاضبا و يحب معاقبة آندي.
• السيد هاتشينز: وهو أحد المعلمين في مدرسة إيست غاكل، يحب آندي أن يقوم بالمقالب عليه أكثر من باقي المعلمين في المدرسة.
• الشرطي ستيف روجي جونيور: وهو شرطي غبي و غير كفؤ، وهو ابن الشرطي ستيف روجي سينيور.
• الشرطي ستيف روجي سينيور: وهو شرطي قديم و كبير في السّن وغالباً ما يعطي الأوامر لابنه ستيف جونيور.
• العمدة هنري روث: وهو عمدة بلدة إيست غاكل .

## الأصوات العربية
عامر أشتية - آندي
قمر الصفدي
إيمان هايل
أحمد الآغا - داني، الأب
عبدالله حمادة - ليك، كرايغ، ماش
سماح أبو سيدو
رامي العناني